# Такталачук (Башкортостан)
Такталачук (баш. Таҡталасыҡ) — деревня в Краснокамском районе Республики Башкортостан Российской Федерации. Входит в состав Куяновского сельсовета.

## География

### Географическое положение
Расстояние до:
- районного центра (Николо-Берёзовка): 74 км,
- ближайшей ж/д станции (Нефтекамск): 54 км.

## Население
| 2002 | 2009 | 2010 |
| ---- | ---- | ---- |
| 28   | ↘20  | ↗25  |

Национальный состав
Согласно переписи 2002 года, преобладающие национальности — башкиры (57 %), татары (39 %).